# 超人力霸王衛司
《超人力霸王衛司》（日語：ウルトラマンA）是由圓谷製作製作的特攝電視劇，於1972年4月7日至1973年3月30日期間，每周五晚間19：00至19：30在日本TBS電視台播出，全52話。

## 概要
本作是繼《归来的奥特曼》後，首部以「續作」形式推出的超人力霸王系列，也是昭和第二期系列的第二部作品。故事講述了在「歸來的超人力霸王」（超人力霸王傑克）離開地球後，出現了新的敵人——異次元人「亞波人」和比怪獸還更強大的敵人——「超獸」，超人力霸王衛司與超獸攻擊隊TAC為了對抗他們，而持續奮鬥著的故事。
其中，本作中則首次設定，也是迄今為止唯一一次採用兩人合體變身的「合體變身型超人力霸王」，並由高峰圭二和星光子分別飾演「北斗星司」和「南夕子」作為劇中的主要角色。
在故事中則包含了許多新的元素，如北斗和南的男女合體變身，在這部作品也首次設置了組織化的固定反派角色，作為該超人力霸王系列的創新之一。與同時期的《假面騎士》中的修卡組織、《镜子超人》中的入侵者等反派角色一樣，這一設定符合當時特攝節目的主流趨勢。但是，作品的製作組對擔任反派角色的選角進行部分特別的處理，如曾飾演《假面騎士》「修卡大首領」的納谷悟朗，在此部作品則為英雄角色獻聲，給予觀眾留下了深刻的印象。
這部作品和強調重量人間劇情的前作《歸來的超人力霸王》形成鮮明對比，更加強調了娛樂性及偏向於兒童觀眾。特別是受到前作中初代超人力霸王和超人七號客串熱烈的反響，本作尤其更強調自《歸來》在第39話及最終集中正式引進的超人兄弟設定，除了佐菲也在該劇集登場外，同時也初次登場了超人力霸王之父。另一方面，人性心理中醜陋的利己主義在劇中得到了充份的刻畫，這在所有超人力霸王系列中，也是罕見頻繁出現的情節。故事中的反派角色亞波人正利用這一點，因此在敘述的描寫也更加恐怖，尤其在後半段和前作一樣，重心也放在深刻的人間劇情上，而這最終也發展成第52話的高潮。
由於圓谷製作的節目增加，東寶映像承接了特攝部分的製作，部分東寶的工作人員也加入了製作，由於特攝的拍攝地點使用了東寶攝影棚，因此相比前作而言，本作的特效方面得到了加強。

### 企劃
本作是作為《歸來的超人力霸王》的後續節目企劃而誕生的。是由三位編劇家市川森一、上原正三和田口成光綜合了《超人獵人（ウルトラハンター）》、《超人V（ウルトラV）》和《超人格鬥者（ウルトラファイター）》。這三個企劃的優點所創作出來的。隨後，節目最初以《超人格鬥者》的名義正式撰寫了企劃書，進一步推敲了面向成年人的設定，由圓谷製作和TBS聯名創作出了名為《特攝超獸系列：超人A（特撮超獣シリーズ ウルトラA）》的企劃書。。
《超人A》的企劃大綱，原先則採取與前作較以關聯的形式進行，描繪著為了保護地球不受異次元人亞波人派遣的超獸和宇宙人的威脅，銀河聯邦因而賦予兩名男女地球人，能夠變身成為超級英雄超人A」的能力，他們在危機時可以通過男女合體的方式變身。這個設定則基於「跨越性別」的超人完全誕生的理念。新設定的目的則是同為了在當時日本廣泛製作大量製作英雄節目的風氣下，與其他節目區分開來。第一集中，主角「衛司」本人提到的銀河聯邦，原本是為了將另一個節目《鏡子超人》等其他英雄節目整合到一個宇宙觀中而設計的，但明確的說法實質並沒有提出。
此外，儘管設計目的是與《假面騎士》區別開來，但反過來，同樣的情節作為新機制被引入。例如向亞波人這樣的常規敵人組織，對於超人力霸王系列中則是首次嘗試。
最初的標題《超人A》在隨後因應玩具製造商Marusan已經推出了名為「怪傑透明超人A」的SF玩具，在商標問題的因素考慮下，才於3月初改為《超人力霸王衛司》}}。自此以後，超人力霸王系列的登場英雄均以「超人力霸王～」的名稱命名，成為定期出現的形象。

### 超獸概念
在之前的《超人力霸王》系列中，除了宇宙人外，大部分的敵人都是怪獸，而本作中的敵人被稱為「超獸（Terrible monster）」則為了表現超獸比怪獸更強大的能力，該種族最大的特點則是擁有「進化」成比怪獸強數倍的存在，甚至於在第8話中還出現了超獸多拉哥利殘殺前作《歸來》登場的怪獸穆爾奇（第二代）的情節。在企劃時的製作備忘錄中，則列舉了超獸以孩子們熟悉的生物為主題，以及與其他作品的怪獸/宇宙人區分明確的優點。
最初，超獸被定位為由亞波人透過地球上的生物和宇宙怪獸，使用超獸製造機合成出的合成生物武器。但是，在第23話亞波人被全部消滅後，之後出現的個體與雅亞波人沒有關係或成為其他外星人的部下，因此不符合最初「定義」的超獸數量也逐漸增多。然而根據設定，在與衛司戰鬥並被打敗後，破碎的巨型亞波人細胞變成了「復仇的怨念」，從各種動物、器物甚至是精神存在等不同的對像中創造出超獸。劇中則有台詞暗示，即使亞波人已經滅亡，最初所製造好的超獸仍然還存活。亞波人的殘黨一直存在持續到第52集，超獸則在下一部作品《太郎》的第1話中再次出現。這時，它被用來演示《太郎》中登場的「比起怪獸更強的超獸，比超獸還更強的怪獸」的強大。
在《梅比斯》中登場的超獸也是復活的亞普爾的下屬。但是，在《帝納》、電影《超時空大決戰》以及《電光超人古立特》（1993年）中登場的「超獸」與本作品無關。

### 主角設定
本作品中的男女合體變身設定，是一種在此之前的英雄番組中幾乎沒有例子的新設定。該設定同也本作品的主軸，市川森一在最初擔任主要編劇時，該設定則從最初的企劃提案延續至正劇。故事的前半部分展示了利用這一設定的情節，但由於一些因素，採用南夕子角色的設定變得越來越困難。除了像「男女合體變身會讓英雄變得弱不禁風」和「孩子們模仿合體變身很難」這樣作為節目反響的意見之外，在編劇方面也有要求，比如必須分別講述北斗和夕子的戲劇性敘事線。最終，在第28話中，夕子被決定退出節目。雖然片頭曲中有「北斗和南」這句歌詞，但在夕子退出節目後仍然繼續使用。
扮演南夕子的星光子曾在一份雜誌的訪問中表示，她無論如何也無法完全扮演好「南夕子」這個角色，因此要求辭演。但在她的官方網站上，她則表示自己根本沒有辭演的打算，而且在接到劇本之前完全不知道這件事。此外，在最初三個季度以後的企劃案中，也可以看到與變身描寫有關的記述，並沒有前提夕子會退出的情況。北斗的飾演者高峰圭二在2012年4月的一次活動中，當時TAC小組的六名成員上台表演時，回憶起：「當時我以為已經告知星的辭演之事」和「我對她的關心還不夠」等事情。

### 後期
這個節目開始時加入的各種新元素，雖然增加了節目的多樣性，但也因此限制了節目的自由度，製作團隊不能完全利用這些元素。市川在最初作為主要編劇，他提出的情節由田口和上原整理，發展以三人的輪替體制進行，但是對人物描寫的一致性很難確保，而且對於故事的重點也存在三種不同的看法，因此在各個方面設定不一致也是常有的事情。另外，即使是市川所捕捉的亞波人的形象也沒有得到充分的貫徹。因此，市川在《银假面》中已经在「超人」这样的主题下打了尽可能的衝突，在未有充分得到共識的情況下，他在第14话之后就停止了擔任本作的編劇，直到第48话才短暫回歸。
在第二季末期，當亞波人全滅後，夕子也離開地球，故事的中心則採用在前作《归来》的子役元素作為後期的常設角色，並轉為北斗和新加入的「梅津姐弟」的交流故事而展開，但梅津兄妹在第43話後沒有任何解釋就消失了，沒有明確說明，此外，於主題曲提及的銀河聯邦也沒有出現在劇中，只僅於同期圓谷製作的《三重战士》的副主題曲和商品開發而使用。該劇隨後經歷了多次路線的改變，被認為是與當年的熱門節目《变身忍者岚》的收視競爭有關，而《岚》中也時常出現受到本作影響的情節。本作的最終結局則是以北斗逼不得以向孩子們公開身份，作為超人力霸王離開地球而揭下帷幕。
本作品的平均收視率為18.6%，比起《歸來》的22.7%呈現下降的趨勢。當時一般來說，收視率在15%以上就是受歡迎節目的邊界。從這個意義上來說，本作品的數字仍維持在受歡迎節目的邊界之上。然而，由於《歸來》在結局階段記錄了25%以上的收視率，所以周圍的人對本作品的期望很高，而本作品的收視率難以滿足這些期望。不過，從單集的角度來看，後半部分的收視率多在20%左右。
此外，在玩具方面，《馬爾山•布魯瑪克的工作》透露，本作品發行的超獸軟質乙烯人偶銷售額比同公司發行的《歸來》怪獸軟質乙烯人偶銷售額少了三分之一，極其不景氣。因此，布魯瑪克無法回收與圓谷製作所簽訂的商品化權利契約金7000萬日元。從本作品中期開始，商品化的超獸數量減少，這對於布魯瑪克在《太郎》中的怪獸相關商品推廣也帶來了不良影響。

## 故事大綱
在超人力霸王傑克離開地球後，擁有高度智能和科學力的異次元支配者「異次元人亞波人」為了企圖佔領地球，而製造一系列的宇宙怪獸和地球生物合成的『超獸』。並開始襲擊日本各地的城市。
其中有二位把自己生命置之度外的年輕人：麵包店的貨車駕駛員「北斗星司」和護士「南夕子」因竭盡全力救援遇難的人們而精疲力盡倒在瓦礫中...。這時，來自M78星雲光之國的新戰士「超人力霸王衛司」在四位超人兄弟的齊力護送下來到了地球。並將衛司的生命賜予二人的體中。令北斗和南夕子成為自己在地球的人間體。
為了能和亞波人戰鬥，獲得新生命的北斗和南夕子則參加了地球防衛軍T.A.C（超獸攻擊隊)，並在衛司自身掌握的特殊的光線技能、超能力與格鬥技能的協助下，開始展開不斷與超獸戰鬥的全新故事！

## 登場角色

### 主角
北斗星司（ほくと せいじ）
飾演者：高峰圭二
配音：羅偉傑（香港）
本作主角，超人力霸王衛司的人間體，20歲。7月7日出生。
故事一開始時，他在廣島縣福山市的麵包店工作，擔任麵包運輸車的卡車司機。為了保護夕子和孩子們免受貝勞克恩的傷害，駕駛油罐车進行特攻而犧牲了自己的生命。他的勇氣被超人兄弟的認可，因而與夕子一起獲得了由衛司賦予的新生命，並且能夠變身為衛司。此後，他與夕子離開故鄉，加入了TAC。
他具有強烈的正義感和勇敢的性格，但同時也有一些調皮的一面。由於他具有超感知能力並且為人正直、血氣方剛和脾氣火爆，其他隊員對他有所不信任，並且經常受到停職處分。
關於他的過去，他的父親在他很小的時候去世，他在9歲之前有尿床的問題，中學時代曾與同學和大學生的朋友一起在冬山上遇難。在對話中，他也提到自己有過叛逆的時期。由於這些經歷，他與沒有父親的孩子、暴走族和無法治癒尿床的孩子有共鳴。
在第28話中，當夕子揭露自己是月星人並離開地球後，則由北斗獨自變身為衛司。在第29話中，他遇到了能看見超人之星的梅津，並開始教導他。在最終話時，為了拯救失去信任他人的孩子們，他選擇義無反顧地在眾人面前變身，以衛司的身份擊敗了強博王。然後，他向孩子們期望和祝福的話語後，離開了地球。
由於他與衛司一體後離開地球，因此曾多次在後續系列以人間體形態登場。其脖子上繫著一條白色圍巾，是受到《少年杰特》中主角造型的影響，是由高峰所提出的構思。
南夕子 （みなみ ゆうこ）
飾演者：星光子
配音：周文瑛（香港）
本劇前半部分的女主角，也是超人力霸王衛司的變身者。19歲，和北斗一樣出生在7月7日。她的血型是O型（從第5話開始），身高160厘米，體重55公斤。
夕子原本在廣島縣福山市的一家醫院擔任護士。在獲得變身成衛司的能力後，她與北斗一起加入了TAC。並在團隊中主要負責程式編寫和操作，但也積極參與實戰。由於她天生冷靜的性格，夕子能夠冷靜地思考問題，並多次在北斗遇到困境時挽救和鼓勵他，成為北斗最好的知己。另一方面，她也有主動追求的一面，通常是她主動邀請北斗約會，並在第5集中有他們約會的場景。此外，她還是個大胃王，在第1話集點了一碗特大碗的拉麵。
僅管外表看似嚴肅，但事實上她只被停職一次（第3話）。這是因為TAC沒有預測到巴奇姆斯的襲擊，而成了誤解。在第14話中，她和山中隊員一起把強迫北斗進行自爆攻擊的高倉指揮官從指揮室中趕了出去。
其真實身份，是來自宇宙的高度文明種族「月球人」的後裔，並被月球人派往地球以阻止魯納蒂克斯為目標。在第28話中，當她打敗魯納蒂克斯後，她將自己的超級戒指交給北斗，前往同伴們所在的冥王星，以重建月球人的文明為由離開了地球。此後，她在第38話、第52話以及後續作品中都有登場。並展現了月球人的特殊能力，包括使用彩虹光線恢復失明者的視力，透過心靈感應與他人溝通，以及空中飛行和巨大化等。
在《ピコピコブックス13 輝け！ウルトラ戦士!!》（永岡書店出版，監修：圓谷構成：竹内博）一書中，有關夕子的成長背景一節如下所述：
曾經，月球上曾經存在著高度的文明。有一天，預見到魯納蒂克斯的襲擊的月球人領導者們決定將夕子送往地球。隨著時間流逝，有一天，南博士發現了一個裝著嬰兒夕子的膠囊，他將其帶回家並把她當作自己的女兒撫養長大。成年的夕子成為一名護士，並迎來了貝勞克恩襲擊福山市的那一天。
《太郎》
第39話登場。為了追蹤莫奇隆而從月球來到地球而與光太郎相會，光太郎則早從北斗（衛司）得知對方的存在，回到月球後，夕子仍觀看著太郎的活躍。
《梅比斯》
第44話登場。33年後，她與北斗再次於月球相會。
《大決戰！超人8兄弟》
在該世界觀中，她以一個普通的地球人的身份出生，並嫁給北斗，生下了一個名為七海的女兒，在横滨市經營著一家麵包店。她在這個世界中也擁有護士的資格。

### TAC
龍五郎（りゅう ごろう）
飾演者：瑳川哲朗
配音：盧傑群（香港）、黃志成（代配第2話）、周永光（代配第51-52話）
35歲，TAC遠東支部隊長。他總是保持冷靜沉著的態度，以科學的視角看待事物，有時也會對北斗和南提出的觀點持寬容態度。
在戰鬥任務中，他常常與夕子、美川等女性隊員一起乘坐戰鬥機出擊。然而，在特別危險的任務中，他會親自執行而不派遣下屬處理。在第14話中，他還斥責了高倉指揮官下達荒謬命令的行為，並將其趕出基地，顯示了對下屬的關心。然而，由於他對任務執行要求嚴格，並且無法容忍下屬的錯誤，因此被稱為「鬼隊長」，經常頻繁地對隊員下達禁止出擊的處罰命令。不過，無論面臨何種困境，他總是會對下屬或受事件牽連的居民進行勸導和鼓勵。
他是單身，在一間公寓獨自居住，家鄉秋田縣有一名姐姐和一個侄子。在第47話中，他收養了一個失去親人的小女孩作為養女，並將她交給了他的姐姐照顧。
山中一郎 （やまなか いちろう）
飾演者：沖田駿一
配音：黃志明（香港）
25歲，TAC遠東支部副隊長。被視為團隊中的「大哥」般的存在。
他是團隊中最擅長射擊的成員，尤其擅長快速射擊，經常攜帶兩把TAC槍。然而，他的性格有些焦躁和喧鬧，常常對北斗大聲喝斥，但本質上是一個善良的人，並關心著夥伴，有時會主動承擔危險的任務。此外，他也展現出照顧他人的一面，例如在北斗陷入低迷期時，給予他幫助和特訓。
由於他是個现实主义者，對於突發的神秘現象通常持懷疑態度，對同事和目擊者的陳述持保留態度，這也經常與北斗產生矛盾。然而，一旦他了解到事實，他會毫不猶豫地承認真相（儘管他在平時不會改變自己的態度，但在第32話中，他曾向北斗道歉）。在系列中，他曾和通信班工作的未婚妻高階瑪雅訂婚，然而在一次入侵事件中，瑪雅被梅特隆星人Jr.殺害。
在小說《梅比斯》中曾提到了部分GUYS調查部的成員，其中包括提及一名叫「山中某」的人物，可能就是他。
今野勉 （こんの つとむ）
飾演者：山本正明
配音：呂永林（香港）
24歲，TAC遠東支部隊員。
他擁有火箭工程的專業知識，同時也具有超人般的力量。其性格幽默搞笑，常常成為團隊裡的氛圍製造者，非常關心和照顧隊友。和山中一樣，他對於怪異現象和北斗的陳述持懷疑態度，但他對團隊的凝聚力非常強。由於他體格健壯，因此食量相當驚人。
他來自九州，有親戚住在岡山縣。他的父親是一位寺廟的住持，在危險時他會唸念「南無阿彌陀佛」，有時甚至邊念佛邊劃十字。他有揉鼻子的習慣，也不太喜歡骷髏。他對女性比較軟弱，對於自己喜歡的女性往往容易心軟，展現出純情的一面。
美川典子 （みかわ のりこ）
飾演者：西惠子
配音：曾秀清（香港）
20歲，TAC遠東支部隊員。
她主要負責通訊聯絡和副官業務，有時也會參與實際戰鬥，作為爆炸物的專家，她經常攜帶著一枚類似胸針的小型爆彈。在系列中，她在單獨行動時經常多次遇到神秘現象，同時在進行任務時，經常與龍一起乘坐戰鬥機，此外，她也擁有解除龍施加的禁令的特殊權力，在第3話中，她解除了南隊員的處分，說明她實質得到了龍的信任。
在第22話中，他曾在一次任務中遭到宇宙假面殺害，但在同一集中作為亞波人的棋盤而被宇宙假面復活。當夕子回到月球後，美川則在隊伍中扮演替代她的角色，並多次與北斗作為搭擋。
另外在TAC隊員中，她是唯一知道如前輩一般的舊MAT隊員--「鄉秀樹」的存在。
吉村公三 （よしむら こうぞう）
飾演者：佐野光洋
配音：劉文光（香港）
20歲，TAC遠東支部隊員。
他是宇宙生物學的權威，精通過去曾出現在地球上的怪獸和外星人，同時也擅長分析氣象和宇宙科學的資訓，其私下的他的愛好是彈吉他，並在第2話的派對場景中展示了他的音樂技巧。他的母親住在故鄉岡山縣牛窗町。家裡經營著一家化妝品店，父親已經去世。
 梶洋一（かじ よういち）
飾演者：中山克己
配音：雷霆（香港）
24歲，TAC遠東支部的武器開發主任和工程師
他負責開發各種TAC使用武器。雖然在一些書籍中受到「只會製造無用之物」的批評，但實際上他經常開發出對拯救地球非常「有用」的物品，如破妖星導彈瑪麗亞II號、異次元突入裝置以及其他設備。在系列的早期，他穿著常規的白色實驗服，而在第7集之後，他穿著與其他隊員不同設計的專用服裝。
在第27話中，他自願參與希波利特星人的對決，並與其他TAC隊員一起行動，這是他最後一次亮相。然而在第31話中他曾有客串出演。
他離開後的去向在本作中不明，但在衍生作品中有以下設定：
《超人力霸王超級武器大圖鑑》
據稱他一場實驗事故中殉職。
《梅比斯》
在小說《梅比斯》中，他被認為是GUYS戰鬥機上使用的慣性製御翼（Inertial Wing）基本概念的創始人。

### 梅津家
梅津彈（うめづ ダン）
飾演者：梅津昭典
配音：譚淑英（香港）
一年前，因為地底超獸吉特吉塔加出現導致在車禍中失去父親的少年。他與北斗心靈相通，並把他視為兄長般的敬仰。由於能夠看到超人之星，並且能夠預言超獸的出現。他自稱自己是「第六位超人力霸王兄弟」。然而，他實質並沒有和超人兄弟沒有直接的聯繫。特別是在劇中沒有解釋的情況下，他在第43話之後就不再與姐姐香代子一起登場。
在《大決戰！超人8兄弟》的早期劇情《梅比斯與超人兄弟2》中，他以成年人的身份登場。此外在小學二年級的漫畫版中，他一直登場到最後一話，當衛司在擊敗貝洛克隆回到光之國前，由衛司=北斗交給了他兩枚超級戒指，並向TAC隊員們揭示了自己的真實身份，最後，彈在海邊一直喊著北斗的名字（那裡映出了北斗的留言）。
梅津香代子（
飾演者：宮野理惠
配音：龍德瓊（香港）
梅津彈的姊姊，於第29話至第43話間登場。
是北斗在公寓旁的鄰居，內心則相當仰慕著北斗。

### 其他登場角色
高階瑪雅（たかしな マヤ）
飾演者：關香里
配音：姜麗儀（香港）
T.A.C導彈基地的通訊員，僅在第7和8話登場。
她是山中的未婚妻，然而卻被為了破壞導彈瑪利亞一號而入侵地球的梅特隆星人所殺害，並以瑪雅的外貌潛伏在基地內。最終被眾隊員識破了梅特隆星人的真身，而瑪雅的死也令山中感到悲痛欲絕。
高倉
飾演者：山形勲
配音：陳偉權（香港）
T.A.C南太平洋國際本部司令官，龍的上司，僅在第14話登場。
他來日的目的是為了使用超光速導彈No.7炸毀被認為是雅普爾基地的哥爾各達星。並對北斗提出反對意見的行為感到憤慨，並利用職權強行任命北斗為導彈的操縱手。即使在導彈缺陷暴露之後，為了維護自己的面子，他還強迫北斗進行自爆攻擊。而且，當龍指出作戰失敗時，他變得憤怒並失去控制，特別是在歷任指揮官中，他的胸襟特別狹窄，注重個人的保全為優先。
最後，他被龍憤怒地毆打，還受到夕子等人的嚴厲譴責而被山中驅逐出指揮室。
在之後由圓谷監修的作品《我們的衛司》中提到，在第31集中出現了另一位TAC指揮官，由此推測高倉很可能因任務失敗而被解除職務，而反抗他的隊員們並沒有受到明顯的懲罰。
坂田次郎
飾演者：川口英樹
配音：香港配音：姜麗儀（香港）
前作《归来的奥特曼》所登場的主要角色，於第10話登場，11歲。
是前作主角「鄉秀樹」的摯友，是坂田家最年輕的孩子，由於哥哥和姐姐都被納克爾星人殺害而成了孤兒，因此則開始與留美子一同生活。知曉鄉秀樹為超人力霸王的身份，過去與鄉離別時仍不忘記彼此約定的「超人五大誓言」。
在第10話被偽裝成鄉秀樹的安奇拉星人迷惑，但最後則識破了安奇拉星人。最後安奇拉星人和超獸扎伊根被消滅後，與留美子在夜晚的星空中看見了鄉秀樹，並回應了其呼喚。
村野留美子
飾演者：岩崎和子
配音：徐愛貞（香港）
前作《归来的奥特曼》所登場的主要角色，於第10話登場。
女大學生，是前作主角「鄉秀樹」的公寓鄰居，在得知次郎家人去世的消息後收養了次郎，並與次郎一同生活。知曉鄉秀樹為超人力霸王的身份，在第10話因與次郎目睹偽裝成鄉秀樹的安奇拉星人而與T.A.C隊員行動。最後安奇拉星人和超獸扎伊根被消滅後，與次郎在夜晚的星空中看見了鄉秀樹，並回應了其呼喚。

## 本作登場的超人力霸王

### 超人力霸王衛司
本作所登場的超人力霸王戰士，為了阻止異次元人亞波人所操縱的超獸侵略計畫，而從M78星雲光之國來到地球，並將自己的力量賜予北斗和夕子，與TAC的戰友們一起迎戰恐怖的異次元超獸。
- 人間體：北斗星司/南夕子
- 身高：40公尺（可微縮化）[34][35][36][37][38]
- 體重：45000噸（可微縮化）
- 年齡：15000歲[37]
- 飛行速度：20馬赫[37][38]
- 行走速度：580Km/h
- 水中速度：220節[37][38]
- 腕：14萬噸以上，
- 戰力：71000人的人力、190艘船隻、750架飛機，具有與美國第七艦隊相當的實力。[3]
- 弱点：怕火、水中作戦时间较短，难以击倒受到亚波人保护的超兽。[註 21]
- 家族構成：其父母所乘坐的宇宙船在怪獸軍團的襲擊下爆炸，成為孤兒，被超人之父和超人之母撫養長大。因此，與該夫妻的親生兒子太郎的關係非常親密。[39][40]

其胸口裝有彩色計時器和額頭上的超級之星（ウルトラスター），這兩個能量源使他能夠使用比之前的超人力霸王戰士多一倍的能量。在系列中，他的戰鬥能力潛力相當高，並且隨著敵人從怪獸變成超獸的實力數倍增強，衛司的戰鬥能力也相應提升。但當北斗和夕子中的一方因重病或受傷而體力減弱時，衛司的格鬥能力和防禦力也會下降。
此外，他頭頂上有像七號的頭鏢一樣的突起，但與頭鏢上的切口不同，該頭型具有一個較小，被稱為超級之洞（ウルトラホール）的孔洞，該切口可以吸收太陽的能量，以此增強自己的戰鬥力（第8、第14話等），也可以發出超級信號，吸收其他超人力霸王戰士的能量等，具有類似太郎的超級之角的功能。在漫畫版第3話中，他使用伸展頭頂部位並刺穿超獸的技巧「衛司落頭」（エースラッガー）擊敗了巴拉巴。相關的圖書中則統計了衛司擊敗的怪獸（超獸）數量為53隻，超過了其他戰士擊敗的怪獸數量。
在戰鬥中，衛司經常受到殘酷的折磨，在當時的廣播劇提及他作為超人兄弟最小的成員，經常需要前輩們的求助和援助。同時，衛司具備兩性的設定，同時融合了「神性、力量、偉大、脆弱、未成熟和年輕」等相互矛盾的性格，是一個複雜的角色[註釋23]。此外在最初賦予變身能力時，他也會稱呼北斗和夕子為「你」，對他人採取傲慢的態度。然而，他也展示了一些特殊的行為，比如將擊敗的超獸的屍體埋葬或帶回，或在戰鬥中無特定原因地擺出相撲的四股動作等。
在本作劇情於地球擊敗了多位超獸及宿敵亞波人，在最終話強博王打敗後返回了光之國，現為七大星雲支部的支部長之一。

### 形象設計
衛司的外觀是美術總監鈴木儀雄的作品，他於2006年5月在日本的衛星廣播頻道「家庭劇院」的節目「超級情報局（ウルトラ情報局）」上作證，稱他「受到古代羅馬帝國士兵的啟發」而設計此角色。
在第1、第2話中，劇組成員使用了容易拆卸的上下分離式的兩件式套裝，但由於在拍攝過程中出現了釦子脫落等問題，從第3集開始改為使用傳統的整體成型潮濕套裝，同時更換了演員。在第1話和第2集中使用的套裝之後被改造成了斯蒂爾星人（スチール星人），用於拍攝的套裝也被改造成了衛司機器人。

#### 變身器
- 超級戒指（ウルトラリング）[37]

北斗星司和南夕子的變身工具，由由銀+外鍍白金製成，環上鑲嵌一圈紅色圓環的兩枚的戒指組成。衛司將這個戒指交給了兩人各自一個。而該戒指也被認為是銀河聯邦成員的象徵。北斗和夕子平常都戴著這個戒指在右手的中指上。在第28話中，夕子在打敗了魯納蒂克斯之後，將自己的戒指託付給北斗，此後北斗則戴在兩手的中指上。
在《大決戰！超人八兄弟》中，當另一個世界的北斗意識到自己是衛司時，他的雙手中指上出現了實體化的戒指。

#### 變身方式
從第1集到前28話的上半部分，當北斗和夕子各自戴上的戒指上的寶石閃亮發光，彷彿促使變身一般，他們會互相呼喚對方的名字，奔跑到一起，合攏或握緊戴著戒指的右手，同時大喊「超級接觸！」（ウルトラタッチ！），接著從兩人之間湧出耀眼的光芒，進行衛司的變身。
在劇中展示了多種不同的接觸變化，北斗和夕子在空中接觸的模式是最常見的方式，但在第2話中，他們分別駕駛著TAC的摩托車，在空中讓摩托車互相接觸，進行「騎士接觸」。此外，還展示了其他變化，例如在第3話中，展示了飛向夥伴並接觸的「飛行接觸」，或者在地面上接觸而不是高高飛起，甚至透過螢幕進行遠距離接觸，還有在夥伴陷入危機時立即趕去接觸進行變身等，展現了多樣的變身方式。
從第29話開始以及北斗在其他作品中的登場場合，他會採取特定的變身姿勢，然後將戴在兩手中指上的戒指合攏於胸前，光芒湧現進行變身，成為基本的變身模式。不過，當北斗自己在戰鬥中陷入危機時，也經常迅速合攏戒指進行變身。此外，即使戒指上部的寶石不發光也能夠進行變身。不過變身姿勢自第41話開始則被省略。
自從北斗單獨進行變身後，劇中不再出現這種光芒。同時，也不再進行「超級接觸」的喊叫，然而在第38話、第39話和第44話中，北斗在獨自變身時仍然輕聲呼喊「超級接觸！」。

#### 必殺技
衛司在光線技上的造詣幾乎沒有其他超人力霸王戰士能出其右，並被定義為「切割技的王牌」。（切断技のエース）在全劇中皆使用數量很多也很強大的光線攻擊招式，包含斬擊、光線、光球等等，此外對於光線的操控能力也很厲害，並且光線中的切割技能也是其招牌之一，切割技的數量和威力都在超人力霸王戰士中名列前茅，且其切割技經常將強大的超獸斬的四分五裂，以下列表的為最為知名的招式。
- 梅塔利姆光線（メタリウム光線）[46][47]

大幅度扭動上半身的同時將雙臂揮向左後方，積蓄能源完畢後，再將雙臂揮到前方、擺為L型發射的高熱度破壞光線。
光線威力和破壞力都超越了初代和傑克的斯派修姆光線，以及同為L形手勢的七號的集束射線。
特效是由哥吉拉系列的東寶映像合成師宮西武史操刀製作，交錯閃爍著呈紅、青、黃色的光輝。
- 衛司断头刀（ウルトラギロチン）[46][47]

衛司的最强单体技能，從頭部的超級之孔提取能源，形成能源鋸齒狀的光輪後發射，中途還可將光輪擴散成為三個分開切斷觸手較多的敵人。
威力是超人圓盤刃的數倍，因其殺傷力和操控難易度而被光之國列為禁術，在使用時必須得到光之國的許可。
在出招之前，超人兄弟會發射超級簽名“立！擊！斬”的准許信號，衛司得到許可後方能使用此招。
- 衝擊鐳射（パンチレーザー）[46][47]

從額頭的超級之星發出的激光，普遍是藍色。擁有牽制消弱敵人戰鬥力的威力，也能夠引爆或擊殺敵人，也有虛線光點類型的光線。
衝擊鐳射的發射動作和七號的艾梅利姆光線相同，由雙手手指交錯抵在頭部後發射，但無法像艾梅利姆那樣可以隨意調節能源與威力，所以殺傷力為固定值。
- 垂直斷頭刀（バーチカルギロチン）[46][47]

衛司斷頭刀的變形技。艾斯的右手向上、左手向下大幅度伸展後發出的垂直月牙型光刃，將敵人切成兩半。
此外因敵人的不同，還能發展出「水平」「環形」「多重」等變形技。
- 超極斬擊（ウルトラスラッシュ）[46][47]

與初代超人力霸王的分裂光輪相似，但設定是將梅塔利姆的能量凝聚成圓盤狀的擲射型光刃。
- 計時器射擊（タイマーショット）[46][47]

從彩色計時器發射的破壞光線。威力能進行調節，威力小時僅能牽制性的殺傷超獸，威力大時能作為決定性一擊施展。
- 菱形光線（アロー光線）[46][47]

在雙手合併後斷續發出的菱形能源光彈。通常情況下是雙手使用，也有單手使用的版本。
- Space Q（スペースQ）[46][47]

由佐菲，超人力霸王，超人七號，超人力霸王二世（杰克）胸口的力量传给衛斯所发出的最强技能。
接受四位超人戰士的能源並與自己的能源匯聚後，從頭頂操作能量變形，做成七色能源光球攻擊對手。五份能源的合而為一。
是所有技能中威力最強大的，威力大幅度超越了衛司断头刀，以100萬度以上的熱量豪誇，僅次於超級太郎的「宇宙奇蹟光線」。但此技能不能單獨使用。
在《超人力霸王Z》第19話中登場時，將Space Q的能量傳遞到Z頭部的超級之孔裡，幫助Z使出Space Z光線。

#### 衛司的願望
出自於本作最終話《你是未來的衛司》，為本作的系列構成市川森一所撰寫，同時也是市川森一企劃階段所呈現的「亞波人」、「男女合體變身」、「徹頭徹尾的科幻路線」等元素全部被淘汰，對於系列感到失望而決意退出時，被製作人橋本耀司下令以主要作家的責任編寫的作品，也是他參與超人力霸王系列的最後一部作品。
因此「衛司的願望」，也代表著他最後想觀眾表達的話語：
|  | 孩子們，熱忱之心不可泯滅。體恤弱者，相互幫助，不要失去那份不論與哪個國家的人們都能成為朋友的情感，縱然這份感情被背叛過千百回，這是我，最後的願望！ |

這句話在《超人力霸王梅比斯》第44話重新沿用，並藉此影響該劇的主角日比野未來。

#### 在其他作品中的登場
《超人力霸王太郎》:於第1話、第25話、第33・34話（以北斗星司樣貌）、第40話。
《超人力霸王雷歐》:第38・39話。
《超人力霸王梅比斯》:第44話（北斗星司和南夕子重逢）及第50話、OV。
《超人力霸王捷德》:第1話
《超人力霸王Z》:第19話
- 電影

《超人6兄弟VS怪獣軍団》（1979年）
《超人力霸王怪獣大決戦》（1979年）
《超人力霸王ZOFFY 超人戰士VS大怪獣軍団》（1984年）
《超人力霸王物語》（1984年）
《新世紀超人力霸王傳說 》（2002年）
《新世紀2003超人力霸王傳說  THE KING'S JUBILEE》（2003年）
《梦比优斯奥特曼&奥特兄弟》（2006年）
《大決戰!超奧特8兄弟》（2008年）:平行宇宙，北斗和夕子以夫妻身份一同在麵包店工作，育有一女「北斗七海」。
《大怪獸格鬥 超銀河傳說 THE MOVIE》（2009年）
《赛罗·奥特曼 THE MOVIE 超决战！贝利亚银河帝国》（2010年）
《超人力霸王傳奇》（2012年）
- 網路劇集

《超級銀河格鬥 新生代英雄》（2019年及2020年）

### 超人力霸王之父
本名「超人力霸王健（日文，ウルトラマンケン，英文:Ultraman Ken）」是M78星雲光之國，宇宙警備隊的大隊長，同時也是現任光之國的大統領、最高領導人。對所有年輕的超人力霸王戰士們來說是父親般的存在，是經受了為全宇宙所傳頌的「超級大戰爭」洗禮的勇士。
曾在五萬年前擊敗宙達，更在三萬年前和攻占光之國的安培拉星人交戰，以超人之鐘的力量驅散了安培拉星人的怪獸宇宙軍團，更在覺醒真之力後與安培拉星人對決，將其驅逐保護了光之國。
但在戰勝安培拉星人的同時也受了無法治癒的重傷，最終則和女超人力霸王瑪莉相愛並結婚成家，兩人育有一子超人力霸王太郎。
在《超人力霸王衛司》第26話第27話中，從M78星雲光之國飛行來到地球來拯救被希波利特星人變成銅像的超人五兄弟。由於長距離飛行帶來的疲勞和能量消耗，在戰鬥時很快就力不從心，然而在倒下之前拿下自己的彩色計時器並扔向空中讓衛司復活，從而讓衛司戰勝了希波利特星人，於同劇第38話中復活，並以聖誕老人的形式出現。並通過其隨和的言行向北斗透露自己的真實身份。
- 身高：45米
- 体重：5万噸
- 年齡：16萬歲
- 飞行速度：15馬赫
- 移动速度：700Km/h
- 水中速度：200海里
- 地中速度：6马赫
- 跳跃能力：350米
- 腕力：12万吨

#### 必殺技
- 父親射擊（ファザーショット）

將雙手組成L字型的同時，把體內的光能轉化為火花能量後從右臂一口氣發射的必殺光線。
- 月牙射擊（クレッセントショット）

從手掌中發射釋放的三日月狀光彈。
- 能源光束（エネルギービーム）

從右手釋放出的紅色能源傳輸光線，治癒傷勢並助其恢復能量和戰鬥力。
- 超級淋浴（ウルトラシャワー）

兩手合起來噴水的技能，可以沖洗掉超人兄弟身上的瀝青。
- 力量光束（ファントムファイヤー）

在《超人力霸王物語》使用的技法，從超級之角釋放出的超能量光線，讓太郎用自己的超級吸收能量，指導太郎學會對能量的控製而成為超人戰士。
但是多次使用的話對自身的能量與體力是極大的消耗。
- 超級啞鈴（ウルトラアレイ）

腰部的奧特腰帶扣中收藏的啞鈴狀道具，能夠發出特殊的閃光等等一系列特殊能力。
- 超級翎羽（ウルトラフェザー）

在《超人力霸王太郎》第51話中投向敵人的羽毛狀武器，刺入對方體內的同時在其體內釋放衝擊波，將對方全身毀滅。
- 超級月桂冠（ウルトラフェザー）

在《超人力霸王太郎》第51話中使用的花冠型道具，能夠發出生命能源使死去的人復活過來。

#### 在其他作品中的登場
《超人力霸王太郎》:第39話、第40話、第51話。
《超人力霸王雷歐》:第38・39話。
《超人力霸王80》:第38話。
《超人力霸王梅比斯》:第1話、第27話、第29話、第37話、第49・50話、OV。
《超人力霸王銀河》:第6話
《超人力霸王捷德》:第24話・第25話。
- 電影

《超人6兄弟VS怪獣軍団》（1979年）
《超人力霸王怪獣大決戦》（1979年）
《超人力霸王ZOFFY 超人戰士VS大怪獣軍団》（1984年）
《超人力霸王物語》（1984年）
《新世紀超人力霸王傳說 》（2002年）
《新世紀2003超人力霸王傳說  THE KING'S JUBILEE》（2003年）
《大怪獸格鬥 超銀河傳說 THE MOVIE》（2009年）
《赛罗·奥特曼 THE MOVIE 超决战！贝利亚银河帝国》（2010年）
- 網路劇集

《超級銀河格鬥 新生代英雄》（2019年及2020年）

## 本作登場的防衛組織

### TAC
TAC（Terrible-monster Attacking Crew）是指「超獸攻擊隊」，是由地球防衛機構代替全軍覆沒的地球防衛軍所組建的全球性防衛組織，旨在應對突然出現的超獸的防禦為目標。
該組織的總部位於紐約，下設南太平洋國際總部。分部包括在歐洲、非洲和極東（日本），而北斗和夕子作為A加入的則是極東分部。該組織不斷監視超獸的行動，同時研究武器和戰術以擊退超獸。其開發的武器數量是領先的，對超獸和外星人的擊敗記錄可以與超級警備隊和ZAT相媲美。此外，即使無法完全擊敗超獸，也能對其造成重大損害，衛司的勝利往往也歸功於他們的貢獻。第10話中提到了MAT文件，暗示著該組織與前作的MAT有關聯。

#### 極東支部基地
極東支部基地位於山梨縣富士山麓的地上和地下，靠近富士五湖的樹海附近。基地設施被巧妙地利用地形和自然進行偽裝，外觀上冒充氣象觀測站。發射庫被偽裝成牧場或懸崖。
地下部分包括隊員指揮室（直接連接到活動用的休息室），資料室保存著古代文獻，各種研究室、射擊訓練場、中央核動力室，以及各種機械的存放庫和大型導彈工廠。地上部分則有主要雷達、各種福利設施、行政設施和研究大樓。此外，還配備了大型野砲、4連裝和16連裝火箭砲等防禦設施，以應對超獸和侵略宇宙人的襲擊。該基地多次成為超獸與衛司之間的戰場，並時常受到攻擊或入侵。
東京電影拍攝場搭建了指揮室等固定場景。其中指揮室是在前作《歸來》的MAT設置基礎上延用，基本佈局等也沿襲了前作的風格。設計強調了銀色的金屬感，並廣泛運用了美術設計師鈴木儀雄的特色，整體以圓形為主。

#### 隊員服
TAC成員身穿橙色和銀色的配色制服，具備耐久、耐熱、耐寒、防彈和防火功能。龍隊長的制服在第3話後胸前的灰色線條變得更加深色。男女隊員的制服設計相同，但女性隊員的靴子上有流蘇（出處20），設計上微妙地有所差異。
此外，梶隊員最初穿著白衣，但從第7集開始，他穿著以白色為基調、帶有橙色線條的制服。夕子的制服在她離開冥王星後不久被TAC的隊員們作為送火燒掉了。
制服由京都服裝負責設計。設計靈感是類似於英雄角色的形象。

## 放映資料
| 集數 | 標題                                                                           | 登場怪獣・宇宙人・超人力霸王               | 脚本              | 監督              | 特殊技術 | 播映日        | 收視率 |
| ---- | ------------------------------------------------------------------------------ | ------------------------------------------ | ----------------- | ----------------- | -------- | ------------- | ------ |
| 1    | 輝け！ウルトラ五兄弟 （光輝！超人五兄弟）                                      | ベロクロン                                 | 市川森一          | 筧正典 満田かずほ | 佐川和夫 | 1972年 4月7日 | 28.8%  |
| 2    | 大超獣を越えてゆけ！ （越過大超獸）                                            | カメレキング                               | 上原正三          | 筧正典 満田かずほ | 佐川和夫 | 4月14日       | 22.6%  |
| 3    | 燃えろ！超獣地獄 （燃燒！超獸地獄）                                            | バキシム                                   | 田口成光          | 山際永三          | 佐川和夫 | 4月21日       | 17.8%  |
| 4    | 3億年超獣出現！                                                                | ガラン                                     | 市川森一          | 山際永三          | 佐川和夫 | 4月28日       | 16.2%  |
| 5    | 大蟻超獣対ウルトラ兄弟 （大蟻超獣對超人兄弟）                                  | ギロン人 アリブンタ                        | 上原正三          | 真船禎            | 大平隆   | 5月5日        | 17.6%  |
| 6    | 変身超獣の謎を追え！ （追蹤變身超獸之謎！）                                    | ブロッケン                                 | 田口成光          | 真船禎            | 大平隆   | 5月12日       | 17.4%  |
| 7    | 怪獣対超獣対宇宙人 （怪獸對超獸對宇宙人）                                      | ドラゴリー メトロン星人Jr. ムルチ（2代目） | 市川森一          | 筧正典            | 佐川和夫 | 5月19日       | 18.3%  |
| 8    | 太陽の命 エースの命 （太陽的命 衛司的命）                                      | ドラゴリー メトロン星人Jr. ムルチ（2代目） | 上原正三          | 筧正典            | 佐川和夫 | 5月26日       | 19.9%  |
| 9    | 超獣10万匹！奇襲計画 （超獸10萬頭！奇襲計劃）                                  | ガマス                                     | 市川森一          | 山際永三          | 田淵吉男 | 6月2日        | 16.8%  |
| 10   | 決戦！エース対郷秀樹 （決戰！衛司對鄉秀樹）                                    | ザイゴン アンチラ星人                      | 田口成光          | 山際永三          | 田淵吉男 | 6月9日        | 16.6%  |
| 11   | 超獣は10人の女？ （超獸是十位少女嗎？）                                        | ユニタング                                 | 上原正三          | 平野一夫          | 佐川和夫 | 6月16日       | 17.2%  |
| 12   | サボテン地獄の赤い花 （地獄仙人掌的紅花）                                      | サボテンダー                               | 上原正三          | 平野一夫          | 佐川和夫 | 6月23日       | 14.5%  |
| 13   | 死刑！ウルトラ5兄弟 （死刑！超人五兄弟）                                       | バラバ                                     | 田口成光          | 吉野安雄          | 佐川和夫 | 6月30日       | 18.0%  |
| 14   | 銀河に散った5つの星 （散落在銀河裏的五顆星星）                                 | バラバ エースキラー エースロボット         | 市川森一          | 吉野安雄          | 佐川和夫 | 7月7日        | 17.1%  |
| 15   | 夏の怪奇シリーズ：黒い蟹の呪い （夏季怪奇系列：黑蟹的詛咒）                    | キングクラブ                               | 田口成光          | 山際永三          | 田淵吉男 | 7月14日       | 18.3%  |
| 16   | 夏の怪奇シリーズ：怪談・牛神男 （夏季怪奇系列：牛神男怪談）                    | カウラ 牛神男                              | 石堂淑朗          | 山際永三          | 田淵吉男 | 7月21日       | 18.0%  |
| 17   | 夏の怪奇シリーズ：怪談 ほたるヶ原の鬼女 （夏季怪奇系列：螢火蟲平原的女妖怪談） | ホタルンガ 鬼女                            | 上原正三          | 真船禎            | 高野宏一 | 7月28日       | 14.7%  |
| 18   | 鳩を返せ！ （鴿子回來了！）                                                    | ブラックピジョン                           | 田口成光          | 真船禎            | 高野宏一 | 8月4日        | 14.3%  |
| 19   | 河童屋敷の謎 （河童屋敷之謎）                                                  | キングカッパー アンドロイド                | 斎藤正夫          | 筧正典            | 佐川和夫 | 8月11日       | 16.1%  |
| 20   | 青春の星 ふたりの星 （青春之星族）                                             | ゼミストラー                               | 田口成光          | 筧正典            | 佐川和夫 | 8月18日       | 15.3%  |
| 21   | 天女の幻を見た！ （看見仙女的幻影！）                                          | アプラサール 天女アプラサ                  | 石堂淑朗          | 山際永三          | 川北紘一 | 8月25日       | 15.6%  |
| 22   | 復讐鬼ヤプール （復仇鬼亞波人）                                                | ブラックサタン 宇宙仮面                    | 上原正三          | 山際永三          | 川北紘一 | 9月1日        | 16.7%  |
| 23   | 逆転！ゾフィ只今参上 （逆轉！佐菲登場）                                        | 巨大ヤプール ヤプール老人                  | 真船禎            | 真船禎            | 高野宏一 | 9月8日        | 19.9%  |
| 24   | 見よ！真夜中の大変身 （看那！深夜的大異變）                                    | マザリュース マザロン人 妖女               | 平野一夫 真船禎   | 真船禎            | 高野宏一 | 9月15日       | 20.3%  |
| 25   | ピラミットは超獣の巣だ！ （金字塔是超獸的巢穴！）                              | スフィンクス オリオン星人                  | 斎藤正夫          | 筧正典            | 川北紘一 | 9月22日       | 18.5%  |
| 26   | 全滅！ウルトラ5兄弟 （全滅！超人五兄弟）                                       | ヒッポリト星人                             | 田口成光          | 筧正典            | 川北紘一 | 9月29日       | 22.8%  |
| 27   | 奇跡！ウルトラの父 （奇蹟！超人之父）                                          | ヒッポリト星人                             | 田口成光          | 筧正典            | 川北紘一 | 10月6日       | 26.3%  |
| 28   | さようなら夕子よ、月の妹よ （永別了夕子、月之妹）                              | ルナチクス                                 | 石堂淑朗          | 山際永三          | 佐川和夫 | 10月13日      | 22.2%  |
| 29   | ウルトラ6番目の弟 （超人力霸王六弟）                                           | ギタギタンガ アングラモン                  | 長坂秀佳          | 山際永三          | 佐川和夫 | 10月20日      | 23.6%  |
| 30   | きみにも見えるウルトラの星 （你也能看見超人之星）                              | レッドジャック                             | 田口成光          | 岡村精            | 川北紘一 | 10月27日      | 20.5%  |
| 31   | セブンからエースの手に （七號交給艾斯）                                        | バクタリ                                   | 山田正弘          | 岡村精            | 川北紘一 | 11月3日       | 20.0%  |
| 32   | ウルトラの星に祈りを込めて （向超人之星祈禱）                                  | コオクス                                   | 田口成光          | 筧正典            | 佐川和夫 | 11月10日      | 22.8%  |
| 33   | あの気球船を撃て！ （朝熱氣球開火！）                                          | バッドバアロン                             | 石堂淑朗          | 筧正典            | 佐川和夫 | 11月17日      | 20.7%  |
| 34   | 海の虹に超獣が踊る （超獸在大海中的彩虹上起舞）                                | カイテイガガン                             | 長坂秀佳          | 志村広            | 高野宏一 | 11月24日      | 20.3%  |
| 35   | ゾフィからの贈りもの （來自佐菲的贈品）                                        | ドリームギラス                             | 久保田圭司        | 古川卓己          | 高野宏一 | 12月1日       | 22.6%  |
| 36   | この超獣10,000ホーン？ （這頭超獸有10000分貝嗎？）                             | サウンドギラー                             | 長坂秀佳          | 筧正典            | 川北紘一 | 12月8日       | 19.0%  |
| 37   | 友情の星よ永遠に （永遠的友誼之星）                                            | マッハレス                                 | 石森史郎          | 筧正典            | 川北紘一 | 12月15日      | 18.3%  |
| 38   | 復活！ウルトラの父 （復活！超人之父）                                          | スノーギラン ナマハゲ                      | 石堂淑朗          | 山際永三          | 高野宏一 | 12月22日      | 20.8%  |
| 39   | セブンの命！エースの命！ （七號的命！衛司的命！）                              | ファイヤーモンス ファイヤー星人            | 田口成光          | 山際永三          | 高野宏一 | 12月29日      | 19.3%  |
| 40   | パンダを返して！ （還我熊貓！）                                                | スチール星人                               | 田口成光          | 鈴木俊継          | 川北紘一 | 1973年 1月5日 | 16.2%  |
| 41   | 冬の怪奇シリーズ：怪談!獅子太鼓 （冬季怪奇系列：獅子太鼓怪談！）               | シシゴラン カイマンダ 邪神カイマ           | 石堂淑朗          | 鈴木俊継          | 川北紘一 | 1月12日       | 17.1%  |
| 42   | 冬の怪奇シリーズ：神秘！怪獣ウーの復活 （冬季怪奇系列：怪獸烏的復活）          | アイスロン ウー（2代目）                   | 田口成光          | 上野英隆          | 高野宏一 | 1月19日       | 17.3%  |
| 43   | 冬の怪奇シリーズ：怪談 雪男の叫び！ （冬季怪奇系列：雪男的咆哮）               | フブギララ                                 | 石堂淑朗          | 上野英隆          | 高野宏一 | 1月26日       | 16.7%  |
| 44   | 節分怪談！光る豆 （節分怪談系列：光之豆）                                      | オニデビル                                 | 石森史郎          | 筧正典            | 佐川和夫 | 2月2日        | 17.3%  |
| 45   | 大ピンチ！エースを救え！ （大危機！拯救衛司！）                                | ガスゲゴン                                 | 石堂淑朗          | 筧正典            | 佐川和夫 | 2月9日        | 19.2%  |
| 46   | タイムマシンを乗り越えろ！ （穿越時光機器）                                    | ダイダラホーシ                             | 石堂淑朗          | 古川卓己          | 田淵吉男 | 2月16日       | 17.1%  |
| 47   | 山椒魚の呪い！ （山椒魚的詛咒！）                                              | ハンザギラン                               | 石堂淑朗 山元清多 | 古川卓己          | 田淵吉男 | 2月23日       | 19.4%  |
| 48   | ベロクロンの復讐 （貝勞克恩的復仇）                                            | ベロクロン二世 女ヤプール                  | 市川森一          | 菊池昭康          | 田淵吉男 | 3月2日        | 18.2%  |
| 49   | 空飛ぶクラゲ （翱翔在空中的水母）                                              | アクエリウス ユニバーラゲス                | 石堂淑朗          | 菊池昭康          | 田淵吉男 | 3月9日        | 14.3%  |
| 50   | 東京大混乱！狂った信号 （東京大混亂！瘋狂的信號）                              | シグナリオン レボール星人                  | 石堂淑朗          | 深沢清澄          | 神沢信一 | 3月16日       | 16.2%  |
| 51   | 命を吸う音 （驚魂奪命曲）                                                      | ギーゴン                                   | 石堂淑朗          | 筧正典            | 高野宏一 | 3月23日       | 14.8%  |
| 52   | 明日のエースは君だ！ （你是明天的衛司）                                        | ジャンボキング サイモン星人（ヤプール）    | 市川森一          | 筧正典            | 高野宏一 | 3月30日       | 19.1%  |

## 製作群
- 監修（字幕未列名）：円谷一
- 製作人：熊谷健、伊藤久夫（円谷プロダクション）、橋本洋二（TBS）
- 制作担当：関口孝、伊藤久夫、薮本和男
- 編劇：市川森一、上原正三、田口成光、石堂淑朗、斉藤正夫、真船禎、平野一夫、長坂秀佳、山田正弘、久保田圭司、石森史郎、山元清多
- 導演（本編）：筧正典、満田穧、山際永三、真船禎、平野一夫、吉野安雄、岡村精、志村広、古川卓己、鈴木俊継、上野英隆、菊池昭康、深沢清澄
- 導演（特殊技術）：高野宏一、佐川和夫、川北紘一、田渕吉男、大平隆、神澤信一
- 攝影（本編）：小泉一、逢沢譲、椎塚彰、中町武、長谷川元吉、内山五郎
- 攝影（特撮）：山本武、鶴見孝夫、長谷川光広、向井賢哉
- 燈光（本編）：北沢保夫、上島忠宣
- 燈光（特撮）：森本正邦、広沢賢次、大口良雄、棚網恒雄、宮川清、出竹秀夫、高橋保夫
- 美術（本編）：鈴木儀雄
- 美術（特撮）：高橋昭彦、青木利郎
- 操演：松本光司、小川昭二、小川誠
- 特殊効果：渡辺忠昭、久米攻、関山和昭
- 光学撮影：宮西武史 、真野田嘉一、土井三郎
- 光学作画：川名正、石井義雄、塚田猛昭
- 剪輯：小倉昭夫、船沢昌介、白江隆夫、小川信夫、田村嘉男、小堀治郎
- 助導（本編）：岡村精、菊池昭康、大内健二、石黒力
- 助導（特撮）：川北紘一、田渕吉男、神澤信一、鈴木義昭
- 音樂：冬木透
- 劇中漫畫：林ひさお（第4話）
- 協力：東宝録音センター、東宝効果集団、東京現像所
- 制作協力：東宝映像株式会社、東京映画 ※字幕未列名
- 制作：円谷プロダクション、TBS

## 主題曲
「ウルトラマンエース」
作詞：東京一 / 作曲・編曲：冬木透 / 歌：ハニー・ナイツ、みすず児童合唱団
最初歌曲的標題為「ウルトラエース」」 ”，但隨著作品名稱的更改也一併進行更改。
另外歌詞中包含了代表主角的「北斗和南」這句話，但是自從第29話起星光子離開劇組之後並沒有在歌詞上進行改變。

### 插入曲
「TACの歌」
作詞：東京一 / 作曲・編曲：冬木透 / 歌：ハニー・ナイツ、みすず児童合唱団
「TACの一週間」
作詞：東京一 / 作曲・編曲：冬木透 / 歌：ハニー・ナイツ、みすず児童合唱団